# Книга об Ираклии
«Кни́га об Ира́клии» (Juo ja Herkal) или «Повесть о Тамбуке» (Utendi wa Tambuka) — эпическая поэма на суахили, повествующая о сражении наместника византийского императора Ираклия в Сирии с полчищами арабов в VII веке. Поэма написана в XVIII веке на острове Пате близ африканского побережья (ныне Кения), использовалось арабское письмо (так называемая старосуахилийская письменность).

## История текста и авторство
Старший дошедший до нас список датирован 1728 г. Автор — Мвенго, сын Османа, придворный султана Пате; о нём известно немногое, в частности, то, что его сын тоже был поэтом и подражал отцу. «Книга об Ираклии» считается старейшим дошедшим до нас памятником литературы суахили и одним из немногих письменных поэтических памятников доколониальной Чёрной Африки. Большинство учёных считает, что литература суахили существовала уже в XI—XVI вв., но при нашествии португальцев в города востока Африки в XVI в. рукописи погибли, и новое возрождение традиции относится к XVII в. «Книга об Ираклии» впервые издана немецким миссионером К. Бюттнером при участии известного африканиста Майнхофа. Является важным источником по истории языков банту.

## Содержание
Основное описываемое событие — битва при Табуке («Тамбука» на суахили) в 630 г. Она считается историками полулегендарной, основанной на скромной вылазке армии Мухаммеда. Главные герои — будущие халифы Али ибн Абу Талиб и Умар ибн Хаттаб. Ряд излагаемых в эпосе событий связаны с позднейшими событиями мусульманско-византийских войн вплоть до падения Константинополя в 1453.

## Форма
Поэма написана восьмисложным силлабическим стихом, 4-стишными строфами «утензи» с рифмовкой BBBA CCCA DDDA EEEA… — первые три строки — на одну рифму, а четвёртая обязательно кончается на гласный a (то есть вся поэма связана одним огромным моноримом). При декламации это конечное a звучит растянуто и подчёркнуто.

## Отрывок из «Книги»
| bunu Khatari Omari akamwengema Sayari daawa wakashamiri kondo kuu ikakuwa wakawama kwa chungo vumbi likipaa yiu jeshi ile hieao mato yakiangalia Omari akinguruma kwa yowe na zidi hama Sayari akitetema alili ikatoshewa fumo le kasukasuka na tano zishashaka zikinga ndimi za nyoka wa nyaka nyingi sikia farasu wake za zita amwenepo kuteta maliwatu kuliwata kima akilingania.. | Из хатабов Омари схватился с Сайяри. В поединке сражались, схватка великая была. В битве грозной сошлись, пыль поднялась ввысь, оба воинства наблюдать принялись, Зорко за ними следили. Омари когда грянул с криком громким брани, когда устрашился Сайяри, рассудок его поражён был. Копьём потрясает, что пятью лезвиями обладает, словно змеи языками старой, послушай теперь. Конь его боевой, как увидел миг роковой, начав копытный бой, в месиво его сравнял… |